# Cosmic Sin
Pour plus de détails, voir Fiche technique et Distribution.
Cosmic Sin est un film d'action et de science-fiction américain réalisé par Edward Drake et sorti en 2021.

## Synopsis
En 2524, un groupe composé de soldats et de scientifiques doit affronter une espèce extraterrestre pouvant infecter le corps humain.

## Fiche technique
Sauf indication contraire, les informations mentionnées dans cette section peuvent être confirmées par la base de données cinématographiques IMDb,  présente dans la section « Liens externes ».
- Titre original et français : Cosmic Sin
- Réalisation : Edward Drake
- Scénario : Edward Drake et Corey Large
- Musique : Scott Glasgow
- Décors : Semret Fesseha
- Costumes : Nataliya Fedulova
- Photographie : Brandon Cox
- Montage : Justin Williams
- Production : Corey Large
- Société de production : 308 Ent.
- Société de distribution : Saban Films
- Pays d'origine :  États-Unis
- Langue originale : anglais
- Format : couleur - 2.35:1
- Genre : science-fiction, action, aventure
- Durée : 88 minutes
- Dates de sortie[1],[2] :
  - Royaume-Uni : 1er mars 2021 (première mondiale en VOD)
  - États-Unis, Canada : 12 mars 2021 (en VOD)
  - France : 31 mars 2021 (en VOD sur Canal VOD) ; 26 mai 2021 (en DVD)

## Distribution
- Bruce Willis (VF : Stefan Godin) : James Ford
- Frank Grillo (VF : Jérôme Pauwels) : le général Ryle
- Brandon Thomas Lee (VF : Alexandre Gillet) : Braxton Ryle
- Corey William Large (en) (VF : Thibaut Lacour) : Dash
- C. J. Perry (VF : Hélène Bizot) : Sol Cantos
- Perrey Reeves (VF : Julie Turin) : Dr Lea Goss
- Lochlyn Munro (VF : Boris Rehlinger) : le sergent Alex Locke
- Costas Mandylor (VF : Jérémie Covillault) : Marcus Bleck
- Eva De Dominici (VF : Alice Taurand) : le capitaine Juda Saule
- Adelaide Kane (VF : Marie Chevalot) : Fiona Ardene
- Sarah May Sommers (VF : Christèle Billault) : Vezza / le lieutenant Hoyt
- Trevor Gretzky (VF : Pierre Tessier) : Felix Zand
- Robert Laenen (VF : Benjamin Gasquet) : le lieutenant West
- Trevor Brotherton (VF : Jean-Baptiste Anoumon) : le capitaine Sam Nolan
- Johnny Messner : Coco (non crédité)

 Source et légende : version française (VF) sur RS Doublage

## Production

### Tournage
Le tournage du film débute le 1er mars 2020, il est suspendu le 25 mars 2020 en raison de la Pandémie de Covid-19 et reprend en juin 2020. les prises de vues se déroule principalement en Géorgie aux États-Unis.

## Accueil
À cause de la pandémie de Covid-19, ce film n’est pas sorti en salle, mais sur Amazon  Prime.

## Distinctions

### Récompenses
La prestation de Bruce Willis dans le film est récompensée par un Razzie Award, qui distingue les pires performances de l'année. Cependant, alors que les organisateurs ont appris 4 jours après lui avoir décerné la récompense que Bruce Willis souffrait d'aphasie, ces derniers décident d'annuler le prix, tout en déclarant, avec humour : « Cela explique peut-être pourquoi il voulait sortir avec fracas en 2021 ». Les cofondateurs déclarent plus tard : « Nous sommes vraiment désolés d'apprendre le diagnostic de Willis, dont nous n'étions pas au courant jusqu'à ce que l'histoire éclate plus tôt dans la journée. Pour la défense de Willis, peut-être que ses représentants n'auraient pas dû le laisser faire un tel volume de travail en si peu de temps. Nous offrons nos meilleurs vœux à Bruce et à sa famille. »